# Atelier de l'Île
Pour les articles homonymes, voir Île (homonymie).
L'Atelier de l'Île est un centre d'artistes autogéré qui soutient la production en art imprimé. Il est situé à Val-David, dans la région des Laurentides, au Québec.

## Historique
En 1971, l'artiste Michel Thomas Tremblay revient d'un stage à l'atelier Wiliam Hayter de Paris et, inspiré de son séjour, il décide d'ouvrir un atelier libre-service de gravure, sur l'Île Saint-Louis, à Val-David. Les membres fondateurs sont, incluant Michel Thomas Tremblay, Jocelyne Aird-Bélanger et Indira Nair. En 1975, les lieux se font étroits et Tremblay construit un espace plus spacieux, à l'arrière de sa résidence. Depuis 1987, l'organisme occupe un grand local sur la rue Jean-Baptiste-Dufresne, au cœur du village de Val-David,.               
En 1978, l'Atelier de l'Île devient une corporation sans but lucratif, administrée par un conseil d'administration formé de ses membres.                 
C'est à l'Atelier de l'Île que l'artiste René Derouin créé, en 1979, la série de gravures sur bois nommée Suite Nordique, qui a été présentée et primée au World Print Three du Musée d'Art moderne de San Francisco en 1980.               
En plus des trois membres fondateurs, une vingtaine d'artistes participent, au début des années 1980, à l'essor des lieux : Bonnie Baxter, Marcel Carrier, René Derouin, Gilles Boisvert, Rolland Pichet, Francine Beauvais, le peintre Guy Montpetit, le sculpteur Pierre Leblanc, le céramiste Claude Vermette, le cinéaste Jacques Giraldeau et Jocelyne Benoît.               
En 1983, l'Atelier de l'Île produit un premier livre d'artiste, intitulé L'Île, aux Éditions Iconia, la maison d’édition de livres d’art de Guy Robert. Onze graveurs et onze poètes participent à la publication. En octobre de la même année, les artistes de l'Atelier performent lors de l'événement L'Île en île, au Musée d’art contemporain de Montréal. Cette performance consiste à concevoir des monotypes et les imprimer sur de très grands formats papier à l'aide d'un rouleau compresseur. 

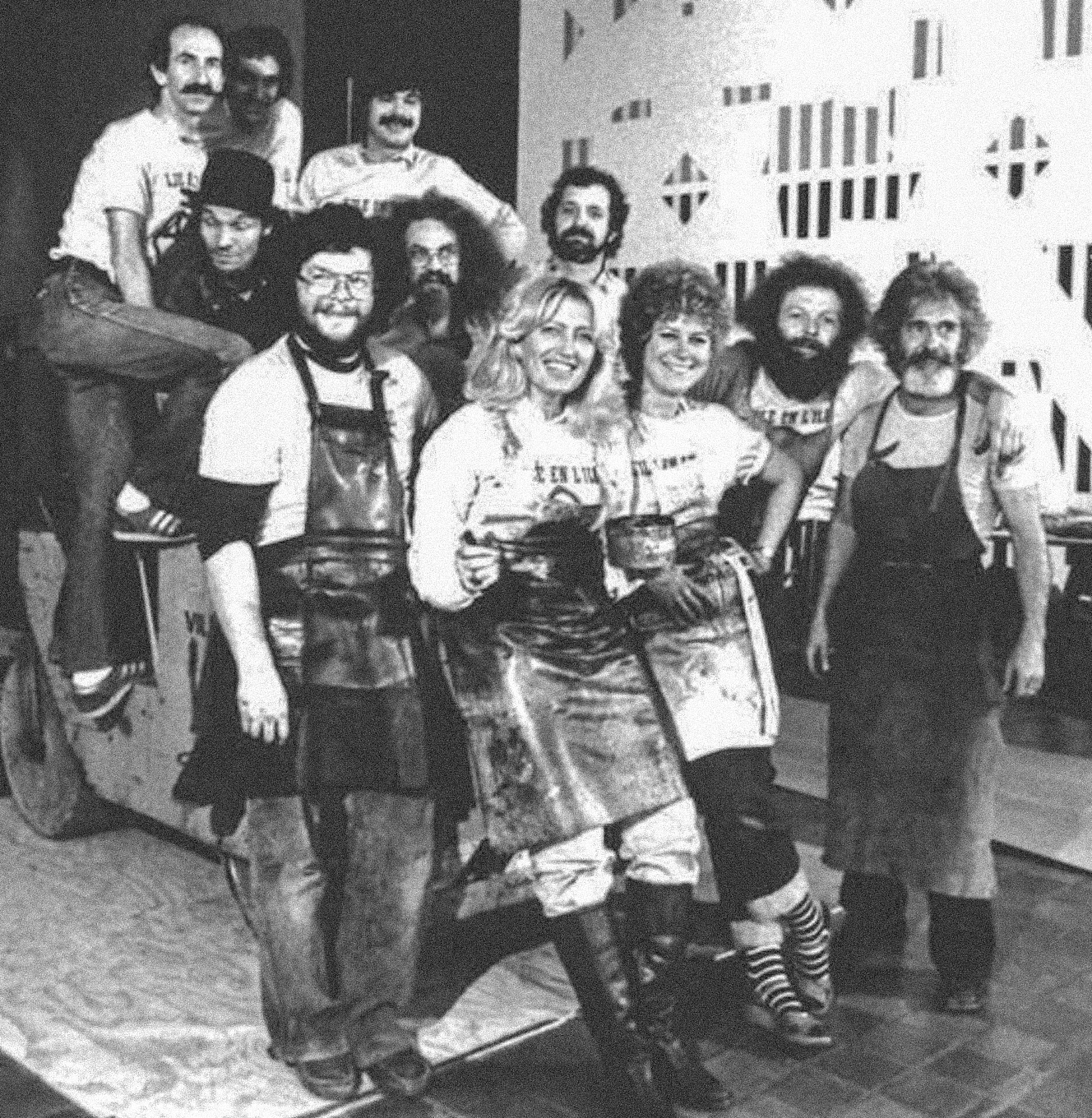
Numérisation d'une photo de 1983 où l'on voit Michel-Thomas Tremblay, le fondateur de l'atelier. Aussi sur cette photo Jocelyne Aird-Bélanger, Bonnie Baxter, Pierre Leblanc, Vincent Dionne, Michel Brégent, Marc-André Roy, Dominique Tremblay, Yves Gabriel Brunet et Jeff Stellick.

À partir de 1990, l'Atelier offre un volet de pratiques multidisciplinaires. Différents projets émergent à ce moment, dont des échanges avec des artistes de différentes origines ethniques. Notamment, le projet Totem de Piedra, inspiré du poème de l'auteur mexicain Benito Luis Diaz, qui sera produit grand in-folio d'artiste et dont le thème central est la redécouverte et la préservation du monde naturel des Amériques.               
En 1992, parallèlement à sa participation à Champs libres: métaphores et réalités dans l'art hongrois au Musée d'art contemporain de Montréal, l'artiste hongrois Sandor Pinczehelyi tire six éditions sérigraphiées à l'Atelier.                
Considéré en 1994 comme un des «meilleurs ateliers contemporains de l'estampe au Québec», l'Atelier de l'Île dénombre parmi ses collaborateurs, à cette époque, plus de 300 artistes de toutes origines. La démarche de recherche artistique interculturelle est soulignée. Notamment, les artistes suivants ont mené des séjours de création dans les lieux: David Blackwood, Carl Heywood, Francine Simonin, Giuseppe Fiori, Margaret May, Graham Cantieni, Danielle April, Libby Hague, Armand Vaillancourt et Louis-Pierre Bougie. Roberto Ferreyra, Benito Luis Diaz, Toru Iwaya, Arlene Bridges.               

## Mission
L'Atelier de l'Île soutient la recherche, la création ainsi que la production en art imprimé.  

## Équipements
L’Atelier possède les équipements pour l'impression en eau–forte, en bois gravé, en lithographie, en sérigraphie, en estampe numérique. Elle est aussi équipée d'une presse typographique et d'un graveur-découpeur au laser.

## Publications aux éditions de l'Atelier de l'Île
2015 — L’Archipel, livres d’artistes créés par 27 artistes de l’Atelier pour célébrer les 40 ans de l’Atelier Inspirés d’un poème inédit de Jean-Paul Daoust. 
2010 — Valises numériques/Valijas digitales, 20 artistes de l’Atelier et 9 artistes cubains. 27 œuvres de petit format placés dans une valise métallique. 
2008 — Forêt nomade, Album avec 20 artistes de l’Atelier de l’Ile et 9 artistes finlandais. 29 estampes créées en diverses techniques sur papier japonais Baïka de 20.5 x 10 cm et collées sur papier Arches de 28 x 14 cm. 
2005 — Sous l'encre des mots, 11 artistes de l’Atelier, 15 x 20 cm.
2001 — Les pays du temps: les timbres du millénaire, 5 petits livres accordéon réunissant 36 timbres créés par des artistes de 30 pays/, 5 x 5 cm.
2000 — L’autre heure, 18 artistes de l’Atelier de l’Île pour l’an 2000, 20 x 24 cm 30. 
1998 — Substance de l'encre, 16 artistes pour le 20ième anniversaire de l’Atelier de l’Île. Poésie de Désirée Szucsanny. Texte historique de Louise Beaudry, 20 x 20cm. Boîtier créé par Jacques Fournier.
1987 — Totem de Piedra, avec 1 poète et 1 graveur mexicain et 10 graveurs québécois, 30 x 40 po-76 x 100 cm dans grand boitier cartonné
1987 — Scronieunieu, avec Francine Simonin et 9 artistes de l'Atelier de l’Île, 34 x45 cm 
1983 — L’Île, Dix graveurs, dix poètes du Québec, coédition de l'Atelier de l’Île et Guy Robert pour ICONIA, 37cm x 58 cm. Boîtier de Pierre Ouvrard.

## Membres honoraires
- Jocelyne Aird-Bélanger
- Bonnie Baxter[15],[16]
- Gilles Boisvert
- Richard Purdy
- Michel Thomas Tremblay

## Prix et reconnaissances
2018 — Prix Ambassadeur, Grands prix de la culture des Laurentides, Culture Laurentides

## Sources et références
1. ↑  Guy Robert, « L’atelier de l’Île », Vie des Arts,‎ été 1980, p. 3 (lire en ligne [PDF])
2. ↑  « [Vidéo de la communauté] L'Atelier de l'île de Val-David | 40 ans de création », sur La Fabrique culturelle (consulté le 28 février 2023)
3. ↑  « Val-David : Nid d’artistes », sur Vie des Arts, 7 avril 2022 (consulté le 28 février 2023)
4. 1 2  « De retour aux techniques traditionnelles », sur Journal Accès, 5 octobre 2022 (consulté le 28 février 2023).
5. ↑  « Réplique à Richard Desjardins -Val-David: pour la beauté du lieu, la qualité de vie et la culture », sur Le Devoir, 1er mai 2003 (consulté le 7 mars 2023)
6. ↑  « Accueil - Registraire des entreprises », sur www.registreentreprises.gouv.qc.ca (consulté le 28 février 2023)
7. ↑  « Collection du Musée National des Beaux-Arts du Québec, œuvre Suite nordique, gravures sur bois (6), 13/20, et plaques matrices, 1979 », sur Musée National des Beaux-Arts du Québec (consulté le 6 mars 2023)
8. ↑  (en-US) « Bio | René Derouin » (consulté le 28 février 2023)
9. ↑  « Atelier de l’île en 1981 | La Société d'histoire et du patrimoine de Val-David », 7 mars 2021 (consulté le 28 février 2023)
10. ↑  « carrefour des artistes du livre- : LES LIVRES D’ARTISTES DE L’ATELIER DE L’ÎLE », sur carrefour des artistes du livre- (consulté le 28 février 2023)
11. ↑  Société d"histoire de Val-David, « 40 ans de création à Val-David », Atelier historique,‎ 2015, p. 7 (lire en ligne [PDF])
12. ↑  John K. Grande, « L’atelier de l’île de Val-David », Vie des arts,‎ printemps 1994, p. 59 (lire en ligne [PDF])
13. ↑  Jean Dumont, « BAnQ numérique, Le devoir, 7 novembre 1992, Cahier C » [hwm1YYtAZv-6PZUgrjLZVQ.pdf], sur numerique.banq.qc.ca, 7 novembre 1992 (consulté le 6 mars 2023)
14. ↑  John K. Grande, « L’atelier de l’île de Val-David », Vie des Arts, Volume 39, numéro 154,‎ printemps 1994, p. 60 (lire en ligne [PDF])
15. ↑  Marie Bouchard, « Dossier : les détours de l’été », Vie des arts, vol. 53, no 215,‎ 2009, p. 73 (ISSN 0042-5435 et 1923-3183, lire en ligne, consulté le 7 mars 2023)
16. ↑  Éric Clément, « Dans l’atelier de… Bonnie Baxter: « La vie, c’est de l’art, et l’art, c’est la vie » », La Presse,‎ 15 octobre 2022 (lire en ligne, consulté le 7 mars 2023)
17. ↑  « L’Atelier de l’île sous les projecteurs », sur L'info du Nord Sainte-Agathe, 26 novembre 2018 (consulté le 28 février 2023)